# My Way (album Ushera)
My Way – drugi album studyjny amerykańskiego wokalisty Ushera, wydany 16 września 1997 roku. Gościnnie pojawili się na nim: Monica, Jermaine Dupri oraz Lil’ Kim.
Album zadebiutował na 4. miejscu Billboard 200 i rozszedł się w Stanach Zjednoczonych w ponad sześciu milionach kopii, uzyskując status sześciokrotnej platyny. My Way był przełomową płytą w karierze artysty, przynosząc mu nominację na nagrody Grammy oraz międzynarodowy sukces.

## Lista utworów
1. „You Make Me Wanna” – 3:39
2. „Just Like Me” – 3:26
3. „Nice and Slow” – 3:48
4. „Slow Jam” (feat. Monica) – 4:40
5. „My Way” – 3:38
6. „Come Back” – 3:47
  - Zawiera fragmenty „California Love” Tupaca.
7. „I Will” – 3:55
8. „Bedtime” – 4:45
9. „One Day You'll Be Mine” – 3:24
  - Zawiera fragmenty „Footsteps in the Dark” The Isley Brothers.
10. „You Make Me Wanna...” (wersja rozszerzona) – 5:20

## Pozycje na listach i certyfikaty
| Lista (1997)                          | Najwyższa pozycja | Certyfikat | Sprzedaż   |
| ------------------------------------- | ----------------- | ---------- | ---------- |
| Canadian Albums Chart                 | 13                | 2x Platyna | 200.000+   |
| UK Albums Chart                       | 16                |            |            |
| U.S. Billboard 200                    | 4                 | 6x Platyna | 6.000.000+ |
| U.S. Billboard Top R&B/Hip-Hop Albums | 1                 | 6x Platyna | 6.000.000+ |

## Personel

### Muzycy
- Babyface – perkusja, gitara basowa, instrumenty klawiszowe
- Greg Phillinganes – pianino
- Babyface, Jermaine Dupri, Manuel Seal Jr., Sprague Williams – produkcja
- Jermaine Dupri, Jon Gass, John Hanes, Phil Tan – miksowanie

### Produkcja
- Dodatkowy wokal: Babyface, Trina Broussard, Jermaine Dupri, Jagged Edge, Lil’ Kim, Monica, Manuel Seal Jr., Szanice
- Programowanie: Babyface